# جوزپ ماریا بارتومئو
جوزپ ماریا بارتومئو فلورتا (به کاتالان: Josep Maria Bartomeu Floreta) رئیس سابق باشگاه بارسلونا و کارآفرین اسپانیایی است. او در پی استعفای ساندرو راسل در جریان پرونده انتقال نیمار به ریاست بارسلونا رسید و در ژوئیه ۲۰۱۶، با کسب ۵۴٫۶ درصد آرای اعضای باشگاه، در انتخابات پیروز و برای شش سال دیگر در سمت خود ابقا شد. وی درسال۲۰۲۰ از سمت خود در باشگاه بارسلونا استعفا داد.او بین طرفداران تیم بارسلونا مدیر منفوری است و اشتباهات زیادی در نقل کرد بطوریکه بعد گذشت چند سال مدیر جدید را در بحران قرار داد
بارتومئو در دو شرکت ADELTE (مهندسی فرودگاه) و EFS (گروهی از شرکت‌های الکترومکانیکی) سهامدار و رئیس است. او در دوران ریاست خوان لاپورتا عضو هیئت مدیره و مدیر بخش بسکتبال باشگاه بود. در انتخابات سال ۲۰۱۰ راسل را همراهی کرد و تا زمان استعفای وی در سال ۲۰۱۴ نایب رئیس بارسلونا بود.

## عنوان‌های کسب شده بارسلونا در دوران بارتومئو
- لا لیگا (۴ بار):
  - ۲۰۱۴–۲۰۱۵، ۲۰۱۵–۲۰۱۶، ۲۰۱۷–۲۰۱۸، ۲۰۱۸–۲۰۱۹
- کوپا دل ری (۴ بار):
  - ۲۰۱۴–۲۰۱۵، ۲۰۱۵–۲۰۱۶، ۲۰۱۶–۲۰۱۷، ۲۰۱۷–۲۰۱۸
- سوپر جام فوتبال اسپانیا (۲ بار):
  - ۲۰۱۶، ۲۰۱۸
- لیگ قهرمانان اروپا (۱ بار):
  - ۲۰۱۴–۲۰۱۵
- سوپرجام اروپا (۱ بار):
  - ۲۰۱۵
- جام باشگاه‌های فوتبال جهان (۱ بار):
  - ۲۰۱۵
- مجموع: ۱۳ جام